# Ефросин Палестински
Преподобни Ефросин Палестински (Ефросин Кувар) (грч. Αγιος Ευφροσυνος ο μαγειρας) - светитељ православне цркве. Ефросин је живео у 9. веку, био монах и кувар у Палестини. Његов живот описан је у Синаксаристу Никодима Светогорца.

## Биографија
О животу светог Ефросина пре монашења се не зна много. Познато је да је Еуфросин потицао из сељачке породице. Дошао је у један од манастира у Палестини и тамо почео да служи као кувар.
По животу, пошто није био племенит, трпео је велике невоље, прекоре, увреде и честе сметње од манастирске братије. Међутим, све увреде је подносио храбро, разборито и смирено, нимало се не стидећи.
Радећи даноноћно у послушању, никада није напуштао молитву и пост. 

## Свештеников сан
Неки свештеник, који је живео у истом манастиру са Ефросинијем, молио се сваке ноћи Богу да му покаже будуће благослове који се спремају онима који воле Бога. А онда је једне ноћи имао такво виђење: видео је да стоји у рају и са страхом и радошћу посматра његову неописиву лепоту; ту угледа кувара свог манастира Ефросина.
Свештеник је разговарао са Ефросином, и у разговору је питао да ли је ово рај. „Рај“, одговори Ефросин и даде јабуке као доказ. Свештеник се пробудио од звука звона, и на својој трпези угледа јабуке које дивно миришу.
Свештеник, нашавши светог Ефросина у цркви, упита га под заклетвом где је био те ноћи. Светитељ одговори да је тамо где је свештеник. Тада је монах рекао да му је Господ, испуњавајући молитву свештеника, показао рај и дао му кроз њега рајске плодове.
На крају Јутрења свештеник је сабрао братију и, показујући им три рајске јабуке, детаљно им исприча шта је видео. Сви су осетили неописив миомирис и духовну радост од тих јабука, и са емоцијама се дивили ономе о чему је свештеник причао. Отишли су у кухињу код Ефросина да се поклоне слузи Божијем, али га тамо нису нашли, јер је избегавао људску славу. Светитељ је напустио манастир и нестао, оставивши у тајности место свог новог боравка. Чувале су се монашке јабуке, делиле на комаде и делиле на благослов и исцељење. Болесници који су јели од њих исцељивали су се од својих болести.
Православна црква га помиње 11. (24.) септембра.